# Григориос Евтимиу
Григориос Евтимиу (на гръцки: Γρηγόριος Ευθυμίου) е гръцки революционер, деец на гръцката въоръжена пропаганда в Македония.

## Биография
Григориос Евтимиу е роден в сярското село Радолиово, тогава в Османската империя. Присъединява се към гръцката пропаганда в борбата ѝ с българските чети на ВМОРО. Оглавява чета, която действа в Сярско, Драмско и района на Кушница и си сътрудничи с Дукас Дукас.
По време на българската окупация на района през Първата световна война е екзекутиран от българските власти.